# Глинновское сельское поселение (Белгородская область)
Глинно́вское се́льское поселе́ние — упразднённое муниципальное образование в Новооскольском районе Белгородской области.
Административный центр — село Глинное.
19 апреля 2018 года упразднено при преобразовании Новооскольского района в Новооскольский городской округ.

## История
Глинновское сельское поселение образовано 20 декабря 2004 года в соответствии с Законом Белгородской области № 159.

## Население
| 2010 | 2011 | 2012 | 2013 | 2014 | 2015 | 2016 |
| ---- | ---- | ---- | ---- | ---- | ---- | ---- |
| 734  | ↘731 | ↘721 | ↘720 | ↘703 | ↗709 | ↘700 |
| 2017 | 2018 |      |      |      |      |      |
| ↗713 | →713 |      |      |      |      |      |

## Состав сельского поселения
| №  | Населённый пункт | Тип населённого пункта       | Население |
| -- | ---------------- | ---------------------------- | --------- |
| 1  | Аринкин          | хутор                        | 0         |
| 2  | Березки          | хутор                        | ↘16       |
| 3  | Большая Яруга    | хутор                        | ↘90       |
| 4  | Глинное          | село, административный центр | ↘315      |
| 5  | Ивановка         | село                         | ↘102      |
| 6  | Костин           | хутор                        | ↘13       |
| 7  | Прудки           | хутор                        | ↗5        |
| 8  | Севальный        | хутор                        | ↘133      |
| 9  | Симоновка        | хутор                        | →0        |
| 10 | Соколовка        | хутор                        | ↘23       |
| 11 | Тереховка        | хутор                        | ↘30       |
| 12 | Шуваевка         | хутор                        | ↘7        |